# Априловска гимназија
Априловска гимназија је прва секуларна школа у Бугарској 1835. године и од тада континуирано подучава ученике. Народни музеј просвете налази се у делу зграде средње школе. Камен темељац гимназије положен је 1851. године, а 1872. године коначно је завршена. Данас је споменик културе од националног значаја од 1979. године.
Гимназија је једна од најелитнијих средњих школа у Бугарској и носи име по свом оснивачу Василу Априлову, који је први увео метод узајамног учења уместо ћелијског образовања. То је чини првом бугарском секуларном школом.